# Marc Berger
Marc Berger (ur. 8 października 1943 w Villejuif) – francuski lekkoatleta, sprinter, mistrz Europy z 1966.
Zdobył złoty medal w sztafecie 4 × 100 metrów na mistrzostwach Europy w 1966 w Budapeszcie, ustanawiając wynikiem 39,4 s rekord mistrzostw Europy. Sztafeta Francji biegła w składzie: Berger, Jocelyn Delecour, Claude Piquemal i Roger Bambuck. Na tych samych mistrzostwach Berger odpadł w półfinale biegu na 100 metrów.
Dwukrotnie był rekordzistą Europy w sztafecie 4 × 100 metrów (zawsze w składzie: Berger, Delecour, Piquemal i Bambuck): 7 czerwca 1967 w Paryżu (czas 39,16 s) i 22 lipca 1967 w Ostrawie (czas mierzony ręcznie 38,9 s, automatycznie 39,09 s).
Był wicemistrzem Francji w biegu na 100 metrów w 1966 i 1967. Jego rekord życiowy w biegu na 100 metrów wynosił 10,3 s (1966, aut. 10,54 s z 1967), a w biegu na 200 metrów 20,8 s (1967).